# Une sale histoire de sardines

Une sale histoire de sardines est un téléfilm français réalisé par Marie-Claude Treilhou, sorti en 1983. Il fait partie de la série télévisée de l'INA, Télévision de chambre (épisode 7).

## Synopsis
Dans un garage. Marcel, gardien de nuit reçoit certains soirs la visite de noctambules qui viennent lui confier leurs histoires et leurs problèmes.

## Fiche technique
- Réalisateur : Marie-Claude Treilhou
- Directeur de la photographie : Georges Strouvé
- Musique originale : Xalam
- Durée : 55 minutes[1]

## Distribution
- Marcel Frettard
- Ingrid Bourgoin
- Yvonne Decade
- Michel Delahaye
- Eva Simonet
- Gérard Delvallée
- Jessa Darrieux
- Hervé Favre

## Autour du film
- Le téléfilm est diffusé sur TF1 le 30 août 1983[1] dans le cadre de la série télévisée Télévision de chambre.
- Dédicade du film : « En mémoire de Sabine »